# Kungsängsgymnasiet

Kungsängsgymnasiet (tidigare: Kungsängsskolan, KSK) är en gymnasieskola i Sala kommun. 
Skolan erbjuder 8 av de 18 nationella gymnasieprogrammen. Dessa är Barn- och fritidsprogrammet, Ekonomiprogrammet, El- och energiprogrammet, Fordon- och transportprogrammet, Naturvetenskapsprogrammet, Samhällsvetenskapsprogrammet, Teknikprogrammet och Vård- och omsorgsprogrammet. Dessutom finns Introduktionsprogrammet.
På Kungsängsgymnasiet finns Personlig Tränare-profil inom alla program. Dessutom har flera program möjlighet att starta och driva UF-företag, på ekonomiprogrammet ges denna möjlighet samtliga tre år.
Kungsängsgymnasiet erbjuder även elever i nionde klass att komma till skolan och följa en klass under en dag, kallat "Elev för en dag".

## Elevinflytande
På Kungsängsgymnasiet finns både en elevkår och ett elevråd. Rådet arbetar med frågor om elevernas studiemiljö medan kåren anordnar festligheter och aktiviteter.